# Corchorus aulacocarpus
Corchorus aulacocarpus är en malvaväxtart som beskrevs av David A. Halford. Corchorus aulacocarpus ingår i släktet Corchorus och familjen malvaväxter. Inga underarter finns listade i Catalogue of Life.